# Sarıköy (Midyat)
Sarıköy (türkisch für gelbes Dorf), (arabisch Saʾri) ist ein Dorf im Landkreis Midyat der türkischen Provinz Mardin. Sarıköy liegt etwa 64 km nordöstlich der Provinzhauptstadt Mardin und 16 km südwestlich von Midyat. Sarıköy hatte laut der letzten Volkszählung 868 Einwohner (Stand Ende Dezember 2009). Die Bevölkerung besteht hauptsächlich aus Mhallami-Arabern.